# Guillems Moyses
Guillems Moyses italianizzato come Guglielmo Mose o Mosè (fl. XIII secolo) è stato un trovatore sconosciuto e certamente mediocre, cugino del molto più noto Monge de Montaudon, citato a mo' di inventario da vari autori.
Il Monaco di Montaudone, nella sua celebre satira Pos Peire d'Alvernh' a chantat prende di mira tutti i poeti provenzali del tempo, senza risparmiare nemmeno suo cugino Mose, dove afferma, tra le altre cose, che le canzoni di questi suscitano solo ilarità.